# 小行星1560
小行星1560（1560 Strattonia）是一颗围绕太阳公转的小行星。1942年12月3日，歐仁·約瑟夫·德爾波特在于克勒发现了此天体。
該小行星以英國天文學家F·J·M·斯特拉頓命名。
这颗小行星的绝对星等为95.15482等。